# Patrick Besson
Patrick Besson es un escritor y periodista francés, nacido el 1 de junio de 1956 de padre ruso y madre croata.
Publicó en 1974, a la edad de 17 años, su primera novela, Les Petits Maux d'amour. Obtuvo el Gran premio de novela de la Academia francesa en 1985 por Dara y el premio Renaudot en 1995 por Les Braban.[cita requerida]

## Obra
- 1974 : Les Petits Maux d'amour
- 1985 : Dara
- 1995 : Les Braban
- 2007 : Belle-sœur

- Datos: Q3057265